# دان باري (حكم كرة قاعدة)
دان باري (بالإنجليزية: Dan Barry)‏ هو حكم كرة قاعدة ‏ أمريكي، ولد في 29 أغسطس 1886 في بوسطن في الولايات المتحدة، وتوفي بنفس المكان في 9 فبراير 1947.